# Liste von Messertypen
Die Liste von Messertypen ist bezüglich der Messer nutzungorientiert. Einzelne Messerserien oder regionale Varianten finden sich in der allgemeineren Liste von Messern.
Seit der Steinzeit, als der Urahn des heutigen Menschen die Feuersteine entdeckte, aus denen er unter Zuhilfenahme von Schlagsteinen Klingen herausschälte und diese durch Hämmern an den Rändern schärfte, ist das Messer ein Universalwerkzeug, das gleichzeitig an den Verwendungszweck und seinen Benutzer aufs Genaueste angepasst werden kann. Deshalb gibt es nicht nur Messer in den verschiedensten Größen, sondern auch die unterschiedlichsten Typen.
Während der Hauptartikel Messer seine Geschichte, Entwicklung und Einsatzmöglichkeiten beschreibt, listet der vorliegende Artikel die verschiedenen Messerarten und Spezialitäten auf und leitet zu Einzelartikeln weiter.

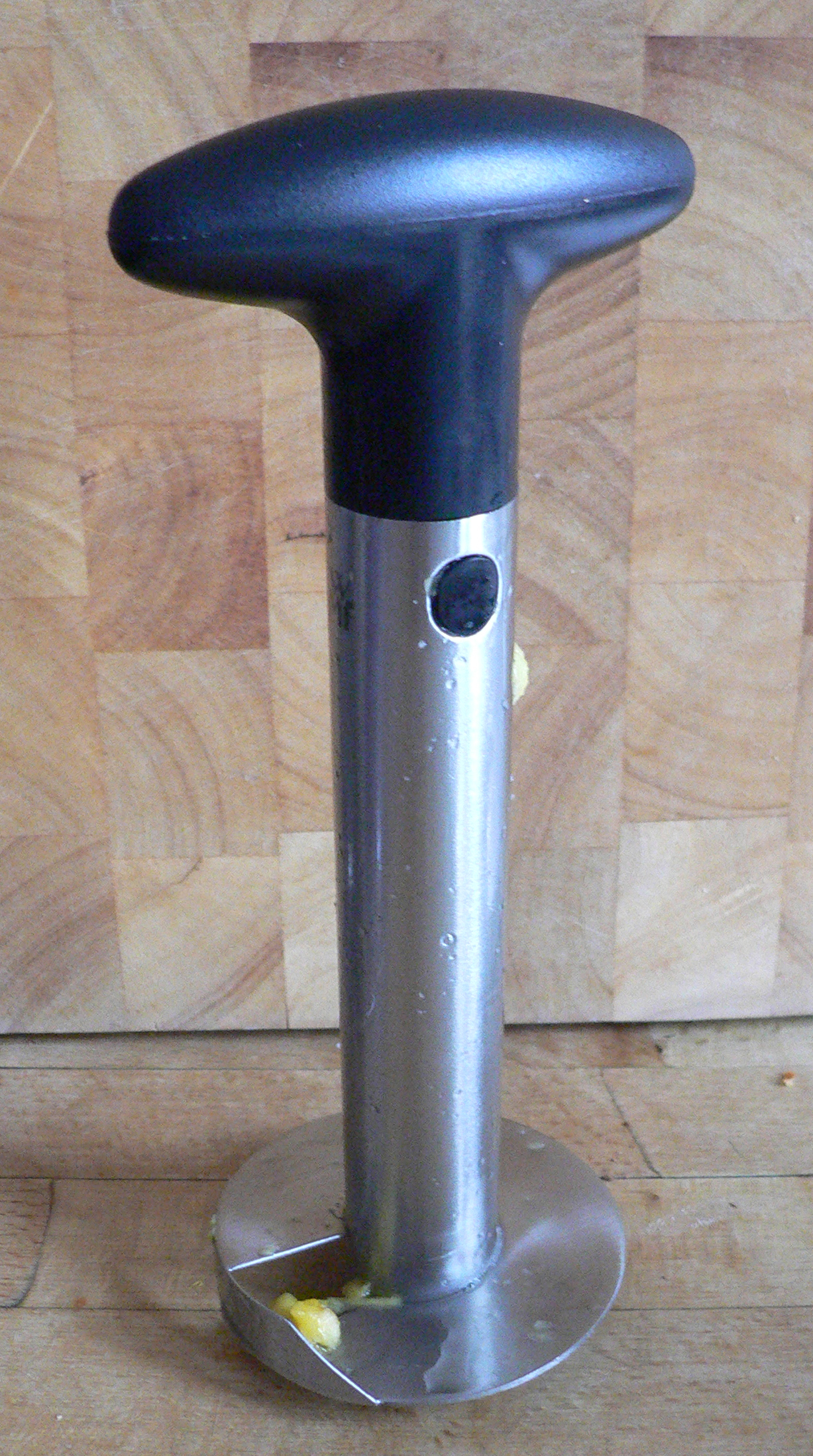
Küchenmesser • Ananasschneider • Apfelteiler •  ...
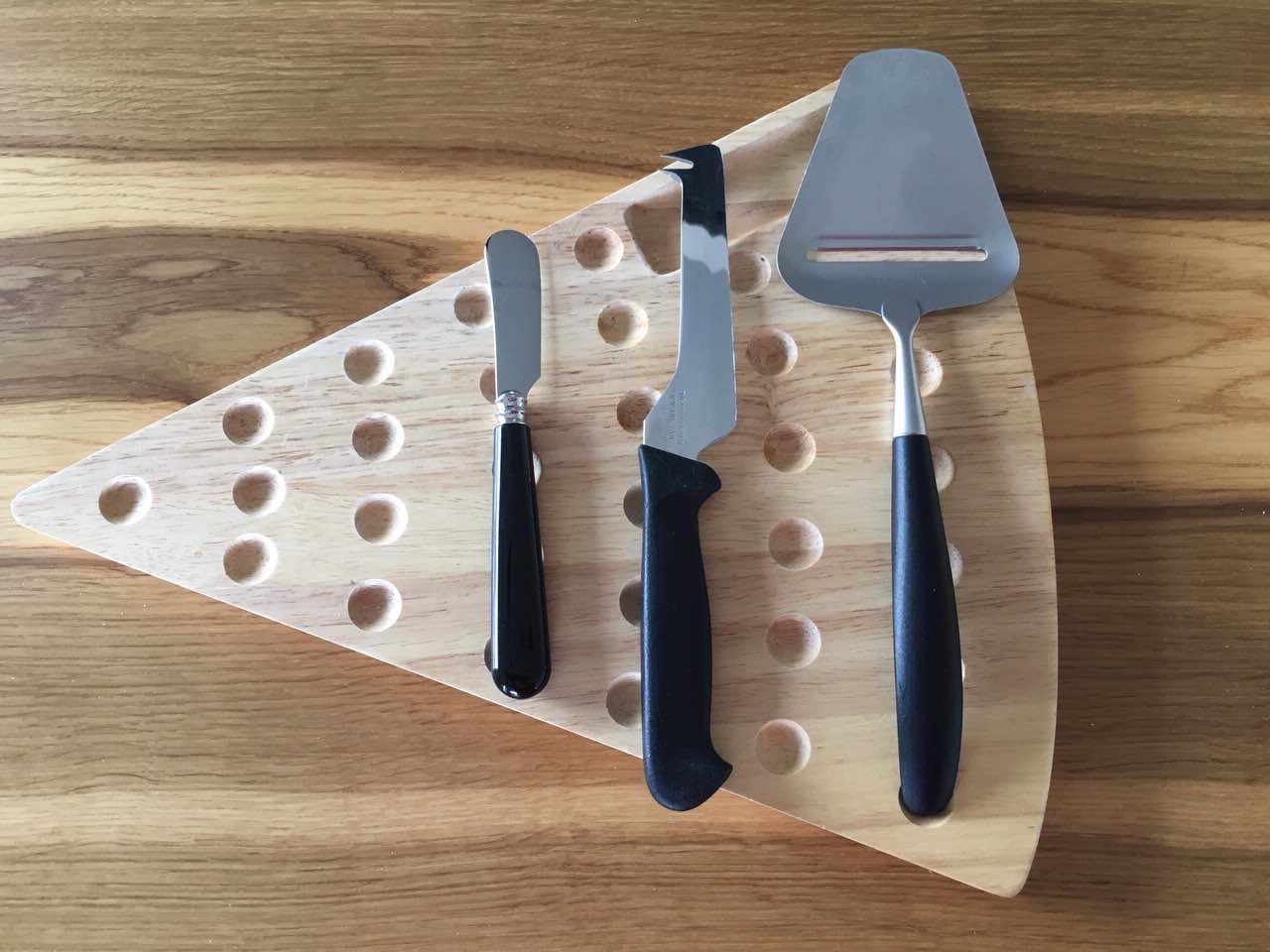
Käsemesser • Käsehobel • Parmesanmesser •  ...
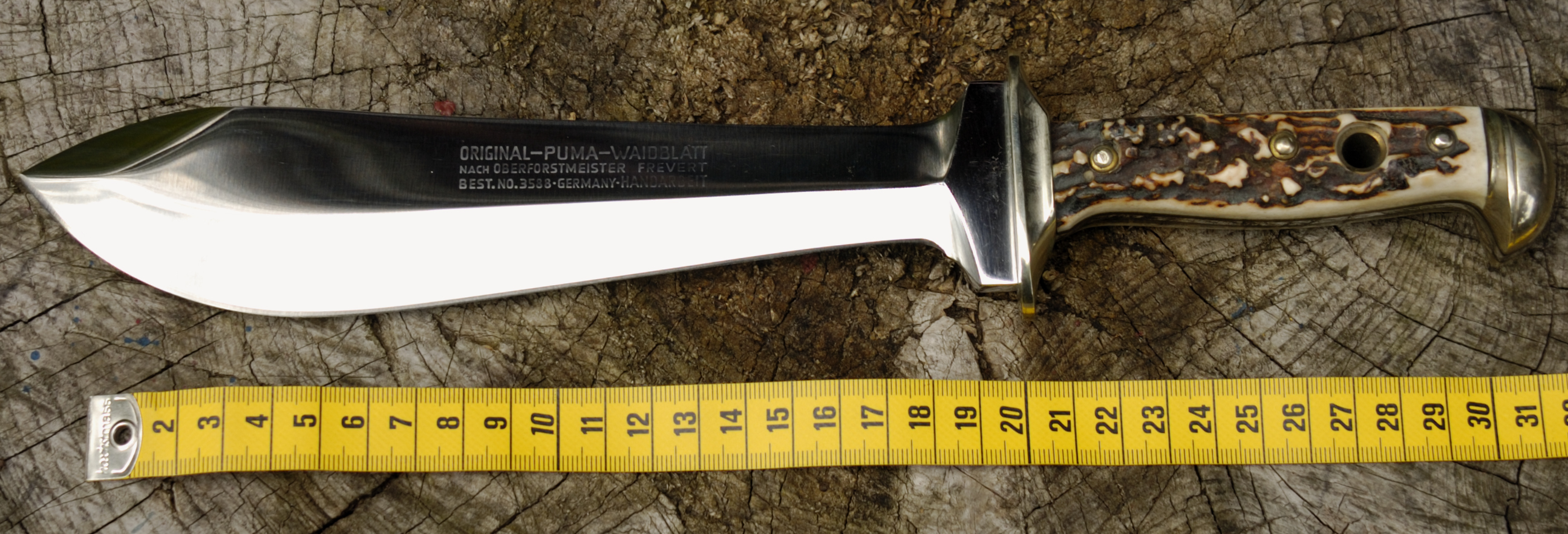
Jagdmesser • Nicker • Waidblatt •  ...
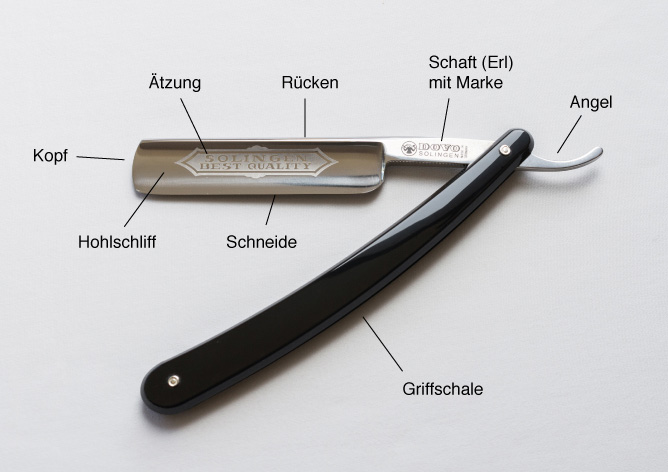
Rasiermesser • Rasierhobel • Systemrasierer •  ...
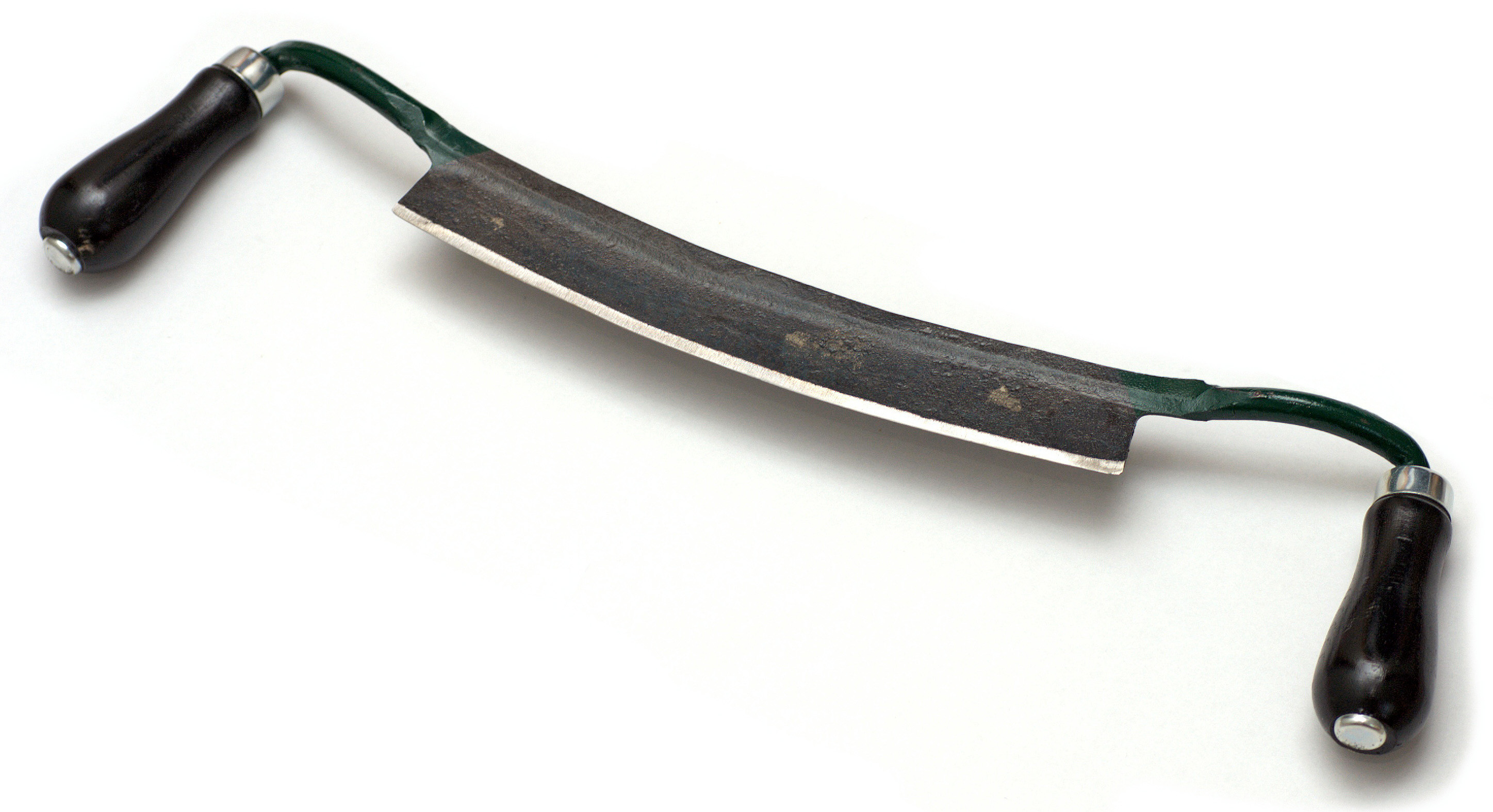
Zugmesser • Schweifhobel • Ziehmesser •  ...

## Liste

### A
- Abhäutemesser, siehe Fleischermesser
- Abisoliermesser
- Abschlagmesser
- Aikuchi
- Allzweckmesser, siehe Küchenmesser
- Ananasschneider
- Apfelteiler
- Aufbrechmesser, siehe Fleischermesser sowie Jagdmesser
- Ausbeinmesser, siehe Fleischermesser sowie Küchenmesser
- Athame

### B
- Backlock
- Bajonett
- Balisong
- Bandolero-Messer
- Bauernwehr (auch Hauswehr)
- Berufsmesser
- Bindermesser
- Blockmesser, siehe Fleischermesser
- Bootsmesser, siehe Schiffsmesser
- Bowiemesser
- Brieföffner
- Brotmesser, siehe Küchenmesser
- Brotschneidemaschine, Messer rotierend oder gezogen
- Brotzeitmesser, siehe Trachtenmesser
- Buntmesser, auch Buntschneidemesser, siehe Küchenmesser
- Buschmesser, siehe Machete
- Buttermesser, siehe Küchenmesser
- Butterfly-Messer, siehe Balisong-Messer

### C
- Chaveta
- Chirurgische Messer, z. B. Skalpell
- Cutter (Teppichmesser)

### D
- Damastmesser
- Deba-Messer
- Deba bōchō, siehe Deba-Messer
- Diamantmesser Spezielle Messerart für Mikrotome
- Dirk
- Dolch

### E
- Einhandmesser
- Entdeckelungsmesser
- Entermesser

### F
- Fahrtenmesser
- Fallmesser
- Faschinenmesser
- Faustmesser (auch: Faustdolch)
- Federmesser
- Feldmesser
- Filiermesser (auch: Filetiermesser)
- Fingermesser
- Finnmesser
- Fischmesser, siehe Küchenmesser
- Fixiermesser
- Fleischmesser, siehe Küchenmesser sowie Fleischermesser
- Fruchtmesser siehe Küchenmesser
- Furniermesser

### G
- Ganzmetall-Messer
- Gertel
- Grabendolch
- Griffangelmesser

### H
- Hachel, etwa für Kraut
- Hakenklinge
- Hape, siehe Rebmesser
- Haumesser
- Hauswehr siehe Bauernwehr
- Heppe, siehe Hippe
- Hippe
- Hirschfänger
- Hobeleisen

### I
- Integralmesser

### J
- Jagdmesser
- Jagdnicker, siehe Nicker (Messer)
- Jagdtaschenmesser, siehe Jagdmesser und Taschenmesser
- Jambia
- Japanmesser, siehe Cutter (Messer)

### K
- Käsemesser, siehe Küchenmesser
- Kabelmesser
- Kampfmesser
- Kappmesser
- Kartonmesser, siehe Arbeitsmesser
- Karambit
- Kellnermesser
- Kindermesser
- Kittmesser
- Klappmesser, siehe Taschenmesser
- Kochmesser, siehe Küchenmesser
- Kopulationsmesser, siehe Okuliermesser
- Kopuliermesser, siehe Okuliermesser
- Kris
- Küchenmesser
- Knicker, siehe Nicker
- Kukri
- Kunai

### L
- Laguiole (Messer)
- Leatherman

### M
- Machete (Buschmesser)
- Maschinenmesser
- Matrosenmesser, siehe Schiffsmesser
- Mikrotommesser

### N
- Neck Knife
- Nicker

### O
- Obstmesser, siehe Küchenmesser
- Office-Messer, siehe Küchenmesser
- Okuliermesser
- Opinel
- OTF-Messer, siehe Springmesser
- Outdoor-Messer, siehe Feldmesser (Messer)

### P
- Papierschneidemaschine
- Papiermesser
- Parmesanmesser
- Perforiermesser
- Pfadfindermesser
- Pilzmesser
- Praxe
- Pyramidenmesser

### R
- Rasiermesser
- Rasierhobel
- Rebmesser
- Rettungsmesser
- Rollmesser: drückend für Pizza oder Papier; abscherend für Papier oder Fotokarton

### S
- Säsli, siehe Hippe
- Santoku
- Saufänger, siehe Hirschfänger
- Sax
- Segmentmesser, siehe Cutter (Messer)
- Schälmesser
- Schiffsmesser
- Schlagmesser
- Schlagschere für Papier und Karton
- Schmetterlingsmesser, siehe Balisong-Messer
- Schnitzmesser
- Schweizer Taschenmesser siehe auch Taschenmesser
- Sicherheitsmesser
- Skalpell
- Skinner
- Spezialmesser, siehe Fleischermesser
- Sportmesser
- Springmesser
- Standhauer
- Stanley-Messer, siehe Cutter (Messer)
- Stanzmesser zum Beschneiden von Karton, etwa für eine Faltschachtel; kann Perforierung inkludieren
- Stiefelmesser
- Stilett, siehe: Trachtenmesser
- Systemrasierer

### T
- Taktisches Einsatzmesser, siehe Überlebensmesser
- Tantō
- Tapetenmesser
- Taschenmesser
- Tauchermesser
- Teppichmesser, siehe Cutter
- Tomatenmesser, siehe Küchenmesser
- Tourniermesser, siehe Küchenmesser und Schälmesser
- Trachtenmesser
- Tranchiermesser, siehe Küchenmesser
- Trennschnittmesser
- Tumi
- Tscherper (Bergbau)

### U
- Überlebensmesser, siehe Feldmesser

### V
- Viertelmondmesser

### W
- Waidblatt
- Waldmesser, z. B. Finnendolch
- Weinmesser, siehe Rebmesser
- Wiegemesser, siehe Küchenmesser
- Wurfmesser
- Wurstschneidemaschine

### Z
- Zerlegemesser, siehe Fleischermesser
- Ziegenmesser, siehe Hippe
- Zigarrenschneider (Zigarrenmesser)
- Zugmesser